# 东方薹草
东方薹草（学名：Carex tungfangensis）为莎草科薹草属的植物，是中国的特有植物。分布于中国大陆的海南省等地，生长于海拔980米至1,360米的地区，常生长在山坡上，目前尚未由人工引种栽培。